# Elijah H. Mills

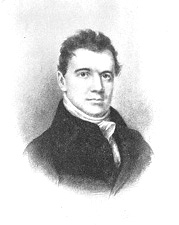
Elijah H. Mills

Elijah Hunt Mills (* 1. Dezember 1776 in Chesterfield, Hampshire County, Massachusetts; † 5. Mai 1829 in Northampton, Massachusetts) war ein US-amerikanischer Politiker (Föderalistische Partei), der den Bundesstaat Massachusetts in beiden Kammern des Kongresses vertrat.
Elijah Mills erhielt seine Schulbildung von Privatlehrern. Danach besuchte er das Williams College und machte dort 1797 seinen Abschluss. Er studierte die Rechtswissenschaften, wurde in die Anwaltskammer aufgenommen und eröffnete eine Kanzlei in Northampton. Später wurde er Bezirksstaatsanwalt im Hampshire County und betrieb ab 1823 eine eigene Law School in Northampton.
Mills’ politische Laufbahn begann im Repräsentantenhaus von Massachusetts, dem er von 1811 bis 1814 angehörte. Danach wurde er ins Repräsentantenhaus der Vereinigten Staaten gewählt und vertrat dort die Interessen der Föderalisten vom 4. März 1815 bis zum 3. März 1819. In der Folge kehrte er zunächst ins Parlament seines Heimatstaats zurück und fungierte dort 1820 als Speaker; noch im selben Jahr erfolgte seine Wahl zum Nachfolger des zurückgetretenen US-Senators Prentiss Mellen. Nach einer Wiederwahl verblieb er bis zum 3. März 1827 in Washington; eine weitere Kandidatur verlief 1826 erfolglos. Danach zog Mills sich aufgrund gesundheitlicher Probleme aus dem öffentlichen Leben zurück.
Elijah Mills war der Ururgroßvater von Henry Cabot Lodge, der zwischen 1937 und 1953 ebenfalls für Massachusetts im US-Senat saß, sowie von John Davis Lodge, dem Gouverneur von Connecticut von 1951 bis 1955. Der bedeutende Mathematiker und Philosoph Charles Sanders Peirce war Mills’ Enkel.